# Championnat de Lettonie de football 2023
Navigation
Saison 2022 Saison 2024
La saison 2023 de Virslīga est la 32e édition de la première division lettone depuis l'indépendance du pays en 1992. Elle regroupe les dix meilleurs clubs lettons au sein d'une poule unique où ils s'affrontent quatre fois durant la saison pour un total de 36 matchs chacun.
Le Valmiera FC est le tenant du titre.
Le FK RFS remporte son deuxième titre, assurant son sacre lors de la dernière journée.

## Participants
Super Nova qui aurait dû être relégué est repêché à la suite du retrait du FK Spartaks Jurmala qui n'obtient pas de licence pour la première division.
Légende des couleurs
- Premier tour de qualification de la Ligue des champions 2023-2024
- Deuxième tour de qualification de la Ligue Europa Conférence 2023-2024
- Premier tour de qualification de la Ligue Europa Conférence 2023-2024
- Promu de la deuxième division 2022

| Club           | Présent depuis | Classement 2022 | Stade                       | Capacité |
| -------------- | -------------- | --------------- | --------------------------- | -------- |
| Valmiera FC    | 2018           | 1er             | Stade Jāņa Daliņa           | 1 000    |
| Riga FC        | 2016           | 2e              | Skonto Stadion              | 8 087    |
| FK RFS         | 2016           | 3e              | LNK Sporta Parks            | 2 500    |
| FK Liepāja     | 2014           | 4e              | Stade Daugava               | 4 022    |
| FK Auda        | 2022           | 5e              | Stade Audas (Ķekava)        | 520      |
| Tukums 2000    | 2022           | 6e              | Stade municipal (Tukums)    | 1 000    |
| BFC Daugavpils | 2019           | 7e              | Stade Celtnieks             | 1 980    |
| FK Metta       | 2012           | 9e              | Stade Daugava               | 5 008    |
| Super Nova     | 2022           | 10e             | Stade de Salaspils          | 1 000    |
| FS Jelgava     | 2023           | 1er (D2)        | Zemgale Olympic Center (en) | 1 560    |

## Médias et diffusion
Les matchs sont diffusés sur sportacentrs en Lettonie et par l'application et le site internet OneFootball en France et dans d'autres pays.

## Compétition
Le classement est calculé avec le barème de points suivant : une victoire vaut trois points, le match nul un. La défaite ne rapporte aucun point.
Critères de départage :
1. plus grand nombre de points ;
2. plus grand nombre de points en confrontations directes ;
3. plus grande différence de buts particulière
4. plus grande différence de buts générale ;
5. plus grand nombre de buts marqués ;
6. classement du fair-play ;
7. match d'appui.

### Classement
| Rang | Équipe         | Pts | J  | G  | N  | P  | Bp | Bc | Diff |
| ---- | -------------- | --- | -- | -- | -- | -- | -- | -- | ---- |
| 1    | FK RFS         | 89  | 36 | 27 | 8  | 1  | 96 | 18 | +78  |
| 2    | Riga FC C      | 88  | 36 | 27 | 7  | 2  | 89 | 21 | +68  |
| 3    | FK Auda        | 58  | 36 | 16 | 10 | 10 | 44 | 39 | +5   |
| 4    | Valmiera FC T  | 53  | 36 | 14 | 11 | 11 | 47 | 40 | +7   |
| 5    | FK Liepāja     | 51  | 36 | 14 | 9  | 13 | 52 | 54 | -2   |
| 6    | FS Jelgava P   | 40  | 36 | 10 | 10 | 16 | 42 | 57 | -15  |
| 7    | BFC Daugavpils | 36  | 36 | 9  | 9  | 18 | 40 | 52 | -12  |
| 8    | FK Tukums 2000 | 35  | 36 | 9  | 8  | 19 | 47 | 83 | -36  |
| 9    | FK Metta       | 33  | 36 | 8  | 9  | 19 | 41 | 63 | -22  |
| 10   | Super Nova     | 14  | 36 | 3  | 5  | 28 | 25 | 96 | -71  |

|  | Qualification pour le premier tour de qualification de la Ligue des champions 2024-2025       |
|  | Qualification pour le deuxième tour de qualification de la Ligue Conférence 2024-2025         |
|  | Qualification pour le premier tour de qualification de la Ligue Conférence 2024-2025          |
|  | Qualification pour les barrages de relégation                                                 |
|  | Relégation en deuxième division                                                               |
|  | T : Tenant du titre C : Vainqueur de la Coupe de Lettonie 2023 P : Promu de deuxième division |

Le Valmiera FC est privé de licence UEFA  pour la saison 2024-2025 et ne peut donc se qualifier pour une compétition européenne.

### Barrage de relégation
À la fin de la saison, l'avant-dernier de Virslīga affronte la deuxième meilleure équipe d'1.Liga (qui n'est pas une équipe réserve) pour tenter de se maintenir.
| Équipe        | Aller | Total | Retour | Équipe                |
| ------------- | ----- | ----- | ------ | --------------------- |
| FK Metta (D1) | 6 - 1 | 8 - 2 | 2 - 1  | (D2) Skanstes SK (lt) |

Légende des couleurs
- Le club se maintient en première division.
- Promotion en première division.
- Le club reste en deuxième division.
- Relégation en deuxième division.

## Bilan de la saison
| Championnat de Lettonie de football 2023 |                   |
| Champion                                 | FK RFS (2e titre) |
| Coupes et trophées                       |                   |
| Vainqueur de la Coupe de Lettonie 2023   | Riga FC           |
| Qualifications continentales             |                   |
| Ligue des champions de l'UEFA 2024-2025  | FK RFS            |
| Ligue Conférence 2024-2025               | Riga FC           |
| Ligue Conférence 2024-2025               | FK Auda           |
| Ligue Conférence 2024-2025               | FK Liepāja        |
| Promotions et relégations                |                   |
| Promus en A Lyga                         | Grobiņas SC (en)  |
| Relégués en I Lyga                       | SK Super Nova     |